# 乌克兰总统办公室大楼
乌克兰总统办公室大楼（羅馬化：Budynok Sekretariatu Prezydenta）是乌克兰首都基辅的一处地标建筑物，是乌克兰总统办公室和乌克兰国家安全与国防事务委员会的所在地，位于班科夫街11号。该建筑最初是重建的基辅军区总部，被认为是建筑艺术作品的顶峰，是在乌克兰苏维埃社会主义共和国的所有政府机构从哈尔科夫转移到基辅之后建造的。

## 历史
该建筑建于 1936－1939年，由哈尔科夫建筑师谢尔希·格里戈里耶夫设计，作为重建的基辅军区总部。基辅军区总部创建于1870年代，由亚历山大·施乐设计。该设计的作者能够将古典主义风格和乌克兰巴洛克的元素有机地结合起来。
建筑物墙壁的厚度令人难以置信。专家解释说，这是由于在1930年代苏联建造行政大楼时，必须要在原有基础上建造新建筑。新设计充分利用了1870年代施乐设计的对称结构。
院子里有餐厅、洗衣房、印刷厂等。